# Lázaros Sóchos
Lázaros Sóchos, en grec moderne : Λάζαρος Σώχος (1857 ou 1862 -1911) est un sculpteur grec.

## Biographie
Lázaros Sóchos naît en 1857 ou 1862 sur l'île de Tínos, dans une famille de fermiers pauvres. Très jeune, il quitte sa ville natale pour des raisons financières et se rend à Constantinople chez un oncle, tailleur de pierre de profession. En plus de la taille de pierre, il apprend les bases de la sculpture, et va à l'école pour apprendre les lettres. Il s'obstine à demander et à suivre l'école d'art du Français Guillemet. Il y gagne immédiatement l'admiration et l'appréciation de ses professeurs.
Lorsque Guillemet meurt et que son école ferme, Lázaros Sóchos, avec seulement une lettre de recommandation, s'enfuit à Athènes chez le sculpteur Leonídas Drósis (el). Il y travaille pour un salaire de misère dans l'atelier de l'artiste tout en suivant des cours de sculpture à l'école polytechnique et des cours de peinture avec Nikifóros Lýtras. Il obtient finalement son diplôme avec mention dans toutes les classes de sculpture et de peinture.
En tant qu'étudiant, il crée également les deux statues qui ornant l'ancien palais royal d'Athènes, Persée portant la tête de Méduse et Ulysse reconnu par Argos. La première œuvre reçoit le prix Thomédios en 1884.
À l'université, il retrouve son ancienne camarade de classe, qui est désormais A. Vlastoú, et motivée par les réalisations de Lázaros Sóchos, elle lui offre une allocation mensuelle pour terminer ses études. Elle l'envoie également à Paris pour poursuivre et approfondir ses études artistiques. À Paris, il excelle et remporte un total de dix-sept médailles d'argent et de bronze dans diverses compétitions. En 1897, il combat comme volontaire dans la guerre gréco-turque.
En 1908, il devient professeur au département de sculpture des Beaux-Arts de Paris. Il entreprend la restauration du Lion de Chéronée. Il a également sculpté de nombreuses œuvres, qui ont presque toutes été primées à l'occasion.
Il meurt en 1911 à Athènes, frappé par une méningite. 

## Galerie

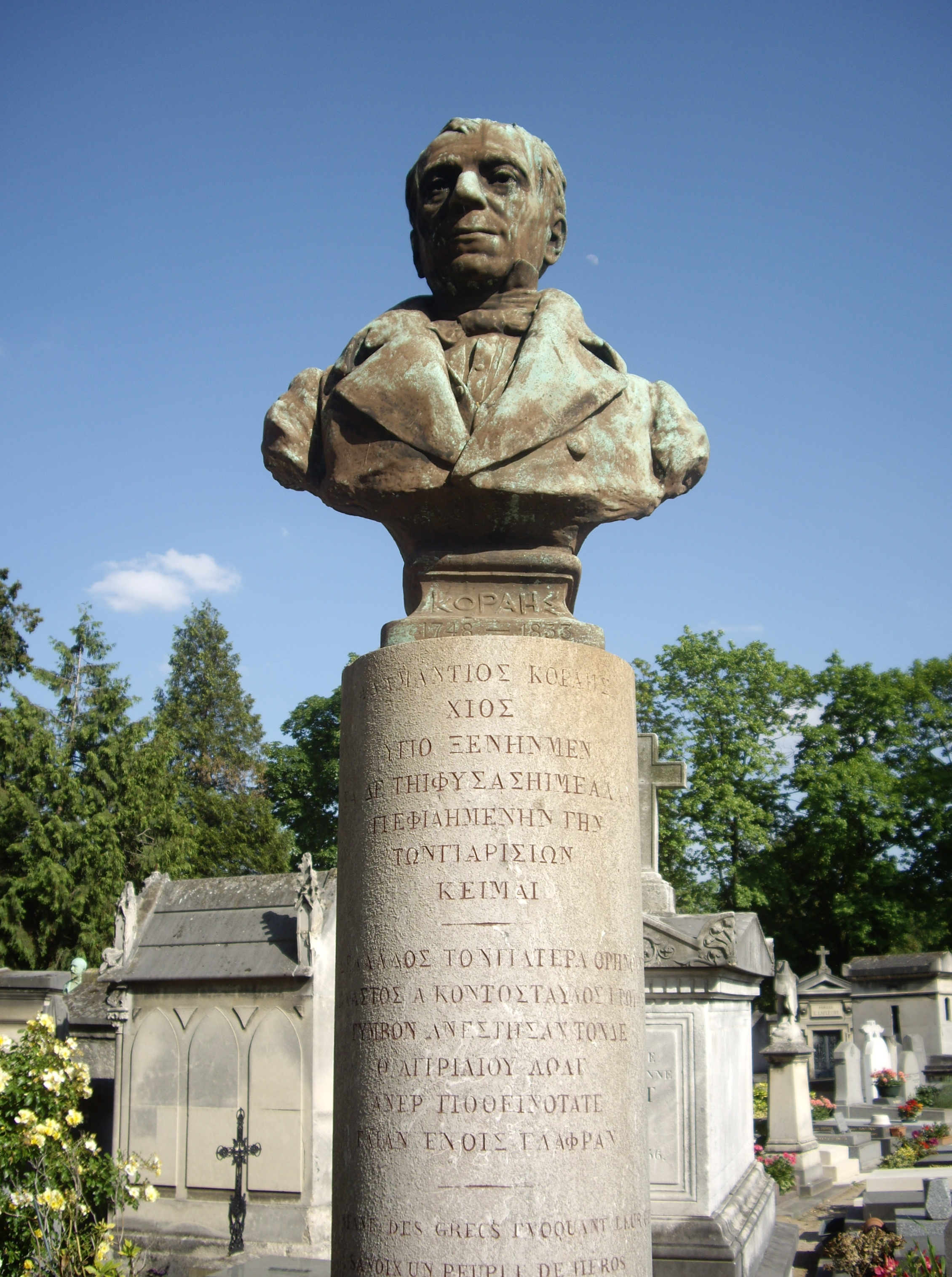
Cénotaphe d'Adamántios Koraïs cimetière du Montparnasse à Paris.
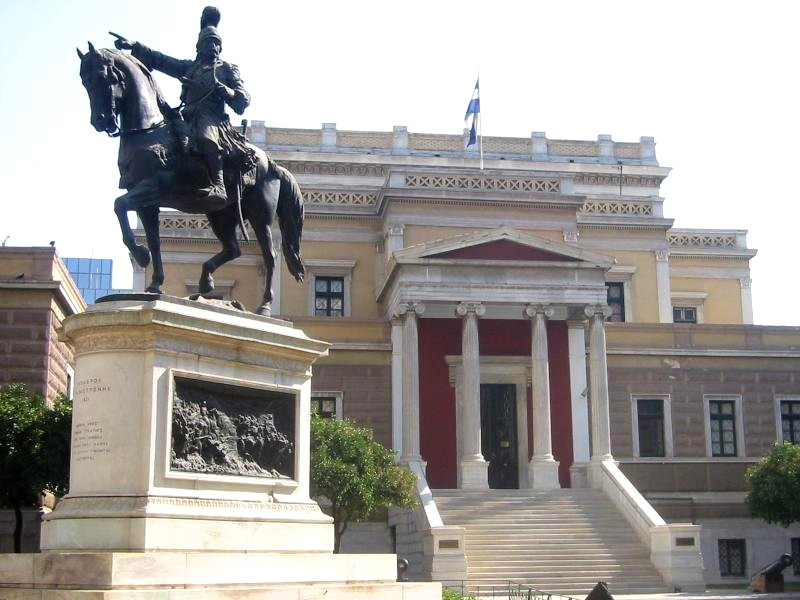
Statue équestre de Theódoros Kolokotrónis devant le musée d'histoire nationale d'Athènes.